# Saint-Thiébault

Saint-Thiébault este o comună în departamentul Haute-Marne din nord-estul Franței. În 2009 avea o populație de 292 de locuitori.

## Evoluția populației
| An        | 1975 | 1982 | 1990 | 1999 | 2006 | 2009 |
| --------- | ---- | ---- | ---- | ---- | ---- | ---- |
| Populație | 400  | 331  | 295  | 279  | 291  | 292  |